# Sunwar
Le sunwar (autonyme, कोँइच koĩts) est une langue tibéto-birmane parlée au Népal. 

## Répartition géographique
Le sunwar est parlé dans les districts d'Okhladhunga et de Ramechhap.

## Classification interne
Le sunwar est une des langues kiranti, un sous-groupe des langues himalayennes de la famille tibéto-birmane.

## Sources
- (en) Dörte Borchers, 2008, A Grammar of Sunwar: Descriptive Grammar, Paradigms, Texts and Glossary, Tibetan studies library, Languages of the greater Himalayan region volume 5/7), Leyde, Brill  (ISBN 978-90-04-16709-4)